# Estádio Panamericano
O Estádio Panamericano é um estádio  multiuso localizado em Havana, Cuba. Com capacidade para 35.000 pessoas, foi o estádio sede dos Jogos Pan-americanos de 1991. No ano seguinte, abrigou a Taça do Mundo de Atletismo de 1992.